# О’Райли, Джонни
Джонни O’Райли (англ. Johnny O'Reilly) — ирландский кинорежиссер, журналист, сценарист, продюсер.

## Биография
Выпускник факультета русского языка Тринити-колледжа в Дублине, Джонни работал журналистом в Москве и в Дублине в 1990-х годах, а затем учился в аспирантуре Нью-Йоркского университета. В 1997 году в Нью-Йорке он снял свой первый короткометражный фильм EMPIRE STATE. С тех пор он активно работает на телевидении и в киноиндустрии, выступая в качестве сценариста и режиссера документальных фильмов, телевизионной рекламы и кино, включая короткометражный фильм THE TERMS, который получил 21 приз на международных кинофестивалях и был включен в шорт-лист премии "Оскар" в 2003 году.
В 2005 году Джонни вместе с Майком Фиггисом стал соавтором сценария и сорежиссером экспериментального художественного фильма CO/MA. С 2006 по 2015 год Джонни жил в Москве, работая в качестве сценариста, продюсера и режиссера над совместными русскоязычными и зарубежными проектами. В 2012 году он стал соавтором сценария и режиссером психологического триллера "Погодная станция", действие которого происходит на занесенной снегом российской горе. В 2017 году он стал автором сценария, режиссером и продюсером получившей признание критиков многосерийной драмы "Москва никогда не спит".
Будучи видным сторонником оппозиционного движения в России, Джонни выступал в поддержку заключенного в тюрьму украинского режиссера Олега Сенцова в прямом эфире российского телевидения, когда телеканал внезапно прервал интервью. Впоследствии ролик стал вирусным. В рамках серии рекламных политических акций во время выхода в США его фильма "Москва никогда не спит" Джонни проецировал название фильма на башню Трампа в Нью-Йорке.
Джонни писал для лондонской газеты Times of London, Independent, New York Times и журнала Rolling Stone. Он переехал в Киев в 2019 году. Когда 24 февраля началось российское вторжение, он работал полный рабочий день в качестве военного репортера, освещая вторжение для журнала Rolling Stone, RFERL и The Currency. В 2022 году он начал производство фильма "Херсон", многосюжетного документального фильма о группе солдат из прифронтового украинского города Херсон. Джонни живет в Киеве.

## Фильмография
- 2023 — Херсон (Kherson) — документальный фильм
- 2015 — Moscow Never Sleeps («Москва никогда не спит») — многосюжетная драма
- 2010 — Прячься! (The Weather Station) — триллер
- 2005 — 3-Minute 4-Play — короткий метр
- 2004 — CO/MA — документальный фильм
- 2000 — The Terms — короткий метр
- 1997 — Empire State — короткий метр